# Droga (powieść)
Droga (ang. The Road) – powieść postapokaliptyczna Cormaca McCarthy’ego opublikowana w 2006 roku. Utwór opowiada o kilkumiesięcznej wyczerpującej podróży mężczyzny i jego małego syna przez obszar dawnych Stanów Zjednoczonych zniszczonych przez nieokreślony kataklizm, który doprowadził do upadku cywilizacji i śmierci prawie wszystkich form życia. W 2007 roku powieść otrzymała nagrodę Pulitzera oraz James Tait Black Memorial Prize w 2006 roku. W 2009 roku książka doczekała się filmowej adaptacji o tym samym tytule w reżyserii Johna Hillcoata.

## Fabuła
Ojciec i jego młody syn podróżują pieszo przez post-apokaliptyczne, pokryte popiołem Stany Zjednoczone kilka lat po kataklizmie. Matka chłopca, będąca z nim w ciąży w momencie katastrofy, zmarła jakiś czas wcześniej przez samobójstwo.
Zdając sobie sprawę, że nie przetrwają zimy w bardziej północnych szerokościach geograficznych, ojciec zabiera chłopca na południe bocznymi drogami w kierunku morza, niosąc ich skromny dobytek w plecakach i wózku z supermarketu. Ojciec cierpi na kaszel. Zapewnia syna, że są "dobrymi ludźmi", którzy "niosą ogień". Para ma rewolwer, ale tylko dwa naboje. Ojciec stara się nauczyć chłopca, by w razie potrzeby był w stanie użyć broni na sobie i tym samym unikając wpadnięcia w ręce kanibali.
Próbują wymknąć się grupie bandytów podróżujących wzdłuż drogi, lecz jeden z nich odkrywa ich pozycję i łapie chłopca. Ojciec broni syna zabijając napastnika strzałem z rewolweru, po czym uciekają w obawie przed resztą bandytów podróżujących drogą, porzucając większość swojego dobytku. Później, podczas przeszukiwania domu w poszukiwaniu zapasów, odkrywają zamkniętą piwnicę zawierającą więźniów, których kanibale zjadali kończyna po kończynie, co doprowadziło do szybkiej reakcji ojca i syna i ich ucieczki do pobliskiego lasu.
Kilka dni później bliscy śmierci głodowej odkrywają ukryty bunkier wypełniony jedzeniem, ubraniami i innymi zapasami. Pozostają tam przez wiele dni odzyskując siły, a następnie ruszają dalej, zabierając zapasy na wózku. Następnie spotykają starszego mężczyznę, którego stan głęboko dotyka chłopca, przez co nalega on, by podzielili się z nim jedzeniem. W dalszej części swej drogi wymykają się grupie, której członkami są kobiety w ciąży, odkrywając później opuszczone obozowisko z noworodkiem pieczonym na rożnie. Wkrótce potem ich zapasy jedzenia zaczynają się kończyć, a oni sami zaczynają głodować, do momentu znalezienia domu zawierającego więcej jedzenia. Po załadowaniu wózka para rusza w dalszą podróż, lecz stan ojca zaczyna się stopniowo pogarszać.
Protagoniści docierają nad morze gdzie odkrywają łódź dryfującą przy brzegu. Mężczyzna podpływa do niej i zabiera zapasy, w tym pistolet sygnałowy. W trakcie pobytu na plaży chłopiec zapada na pewną chorobę. Kiedy zatrzymują się, aby chłopiec wyzdrowiał i nabrał sił przed dalszą drogą, ich wózek zostaje skradziony. Para protagonistów idzie śladem złodzieja i finalnie konfrontuje się z nim. Okazuje się, że złodziejem jest zwykły wynędzniały samotny człowiek. Ojciec celując do niego z rewolweru, zmusza go do rozebrania się do naga i zabiera jego ubrania wraz z wózkiem. Sytuacja ta wprawia chłopca w przygnębienie, więc ojciec wraca i pozostawia zabrane ubrania na drodze, lecz mężczyzna zniknął.
Podczas wędrówki przez miasto w głębi lądu pewien mężczyzna w oknie strzela do ojca za pomocą łuku. Ojciec odpowiada, strzelając do napastnika z pistoletu sygnałowego. Para rusza dalej na południe wzdłuż plaży. Stan ojca pogarsza się, a po kilku dniach zdaje sobie sprawę, że wkrótce umrze. Ojciec mówi synowi, że po jego odejściu może z nim dalej rozmawiać w modlitwie, i że musi kontynuować podróż bez niego. Po śmierci ojca, chłopiec pozostaje przy jego ciele przez trzy dni, po których do chłopca zbliża się mężczyzna z karabinem, któremu towarzyszy żona i dwójka dzieci - syn i córka. Mężczyzna przekonuje chłopca, że jest jednym z "dobrych ludzi" i bierze go pod swoją opiekę.

## Okoliczności powstania
W wywiadzie udzielonym dla Oprah Winfrey, McCarthy powiedział, że inspirację do powstania powieści stanowiły notatki, które sporządził podczas jednej nocy, spędzonej wraz ze swoim synem w hotelu w El Paso w Teksasie, w czasie której zastanawiał się nad swoim synem oraz nad tym, jak miasto będzie wyglądało za kilkadziesiąt lub sto lat. Zrobił kilka wstępnych notatek po czym powrócił do pomysłu dopiero po kilku latach podczas pobytu w Irlandii. Napisanie powieści zajęło zaledwie sześć tygodni, którą następnie zadedykował swojemu synowi, Johnowi Francisowi McCarthy'emu.
W wywiadzie udzielonym Johnowi Jurgensenowi z The Wall Street Journal McCarthy opisał rozmowy, jakie odbył z bratem na temat różnych scenariuszy apokalipsy. Jeden ze scenariuszy zakładał, że ocalali zwrócą się w stronę kanibalizmu: "kiedy wszystko zniknie, jedyne co zostanie do zjedzenia, to każdy kogo napotkasz".

## Odbiór
Powieść była recenzowana bardzo pozytywnie – chwalono ją m.in. za język, mądrość, odwagę i sposób ukazywania miłości ojca do syna. Z kolei działacz ekologiczny George Monbiot zwrócił uwagę na sposób, w jaki ukazuje ona związek człowieka ze środowiskiem naturalnym i określił ją jako być może najważniejszą książkę podejmującą taką tematykę.
Jak wynika z agregatora recenzji Metacritic, książka ma średnią ocenę 90/100 na podstawie trzydziestu jeden recenzji. Krytycy uznali ją za "chwytającą za serce", "nostalgiczną" i "grającą na emocjach". W 2019 roku powieść zajęła 17. miejsce na liście 100 najlepszych książek XXI wieku dziennika The Guardian.
5 listopada 2019 roku BBC News wymieniło Drogę na swojej liście 100 najbardziej wpływowych powieści. Mimo że książka nie wspomina wprost o zmianach klimatu, The Guardian wymieniło ją jako jedną z pięciu najlepszych powieści poruszających ten temat.

### Nagrody
W 2006 roku Droga została nagrodzona brytyjską James Tait Black Memorial Prize oraz Believer Book Award, a McCarthy został finalistą National Book Critics Circle Award. 16 kwietnia 2007 roku powieść otrzymała nagrodę Pulitzera. W 2012 roku Droga została wymieniona na liście Best of the James Tait Black.

## Adaptacja
W 2009 roku nakręcono adaptację filmową powieści w reżyserii Johna Hillcoata. Główne role zagrali Viggo Mortensen oraz Kodi Smit-McPhee. Produkcja odbywała się w Luizjanie, Oregonie i kilku miejscach w Pensylwanii. Film, podobnie jak powieść, otrzymał ogólnie pozytywne recenzje krytyków.